# Всероссийский НИИ лекарственных и ароматических растений
Всеросси́йский нау́чно-иссле́довательский институ́т лека́рственных и аромати́ческих расте́ний (ВИЛА́Р, ранее ВИЛР) — государственное научное учреждение в системе Российской академии сельскохозяйственных наук, головная научно-исследовательская организация в России в области лекарственного растениеводства и разработки новых лечебных препаратов из лекарственного растительного сырья. Одно из главных направлений деятельности ВИЛАР — химическое и фармакологическое изучение лекарственных растений, выявление новых биологически активных веществ и создание технологии для производства лечебных препаратов, а также интродукция, селекция и семеноводство лекарственных растений, разработка агротехнических приёмов их возделывания, борьба с вредителями и болезнями, изучение действия удобрений и регуляторов роста, гербицидов.

## Структура института
Институт включает в себя  Центр растениеводства, Центр химии и фармацевтической технологии, Центр доклинических исследований, Научно-исследовательский и учебно-методический центр биомедицинских технологий (правопреемник Научно-исследовательской лаборатории при мавзолее Ленина). Институт обладает тремя филиалами в различных регионах России (бывшие зональные опытные станции): Белгородским, Средне-Волжским и Северо-Кавказским.